# Accompagnatore di media montagna
L'Accompagnatore di media montagna è una figura professionale il cui compito è condurre il cliente oppure il gruppo di clienti in territorio montano ove non siano presenti difficoltà di tipo alpinistico.

## La professione
L'AMM svolge l'attività di guida in territorio montano senza limiti di quota purché non si presentino difficoltà di tipo alpinistico (nel qual caso si parla dell'accompagnamento proprio delle guide alpine).
L'AMM riceve una formazione che lo porta ad essere un conoscitore del territorio montano in tutti i suoi aspetti, ad avere buone competenze sia scientifiche che culturali, e ad essere un tecnico che esercita con particolare attenzione alla sicurezza e alla prudenza, ma anche all´alimentazione e all´allenamento. 
Gli AMM sono iscritti in un elenco speciale nell'albo professionale delle Guide Alpine.

## Formazione
Il corso di formazione dura almeno 55 giorni, distribuiti nell'arco di un anno, e comprende materie molto varie, tra le quali: alimentazione, allenamento, primo soccorso, BLSD, geologia, botanica, zoologia, antropologia, micologia, accompagnamento escursionistico e accompagnamento di minori, comunicazione didattica, topografia e orientamento, GPS, normativa professionale e ambientale, meteorologia. Al termine del corso, gli allievi ritenuti idonei dalla commissione d'esame ricevono l'attestato di qualifica professionale rilasciato dalla Regione di competenza.

## Normativa
La normativa di riferimento è quella che regola le professioni della montagna (Guida Alpina, Accompagnatore di Media Montagna, Guida Vulcanologica e Maestro di Sci), e fa capo alla Legge 2 gennaio 1989, n. 06, in materia di "Ordinamento della professione di Guida Alpina" (GU 12 gennaio 1989, n. 9).